# عدسی همگرا

عدسی همگرا

عدسی همگرا یا عدسی کوژ یا عدسی محدب گونه‌ای از عدسی است که پرتوهای موازی تابیده شده به رویهٔ خود را در سمت دیگر خود در نقطه‌ای به نام نقطه کانونی متمرکز نموده و پدیدهٔ همگرایی نور را باعث می‌شود.
لبهٔ این عدسی‌ها (دو لبهٔ بالایی و پایینی در تصویر) نازک، و میانهٔ آن‌ها پهن‌تر است. عدسی واگرا وارونهٔ عدسی محدب کار می‌کند.
این عدسی در عینک افراد دوربین کاربرد دارد زیرا در افراد دوربین تصویر اجسام نزدیک در پشت شبکیه تشکیل می‌شود تحدب عدسی کاهش یافته و چشم فرد کوچک‌تر می‌شود و عدسی همگرا، همگرایی نور و تحدب آن را افزایش و باعث افتادن تصویر روی شبکیه می‌شود.
ویژگی‌های عدسی همگرا
1. اگر جسم در فاصلهٔ کانونی (f) باشد تصویری مجازی، بزرگتر، و مستقیم تشکیل می‌شود
2. اگر جسم در روی نقطه کانونی (F) باشد تصویر در بینهایت تشکیل می‌شود و مجازی است.
3. اگر جسم در فاصلهٔ بین مرکز عدسی (C) و کانون عدسی (F) باشد تصویری بزرگتر، حقیقی، وارونه تشکیل می‌شود

در آنسوی مرکز تصویر تشکیل می‌شود
1. اگر جسم در روی مرکز عدسی (C) باشد تصویری هم‌اندازه، وارونه، حقیقی و در روی مرکز تشکیل خواهد شد
2. اگر جسم در فاصلهٔ دور از مرکز (مرکز را گذرانیده باشد) قرار گیرد تصویری کوچکتر، حقیقی و وارونه تشکیل خواهد شد.

تصویر در بین فاصلهٔ کانونی و مرکز قرار می‌گیرد.
۶. اگر جسم در بینهایت باشد تصویری کوچک‌تر، حقیقی، وارونه و روی نقطهٔ کانونی تشکیل می‌شود.

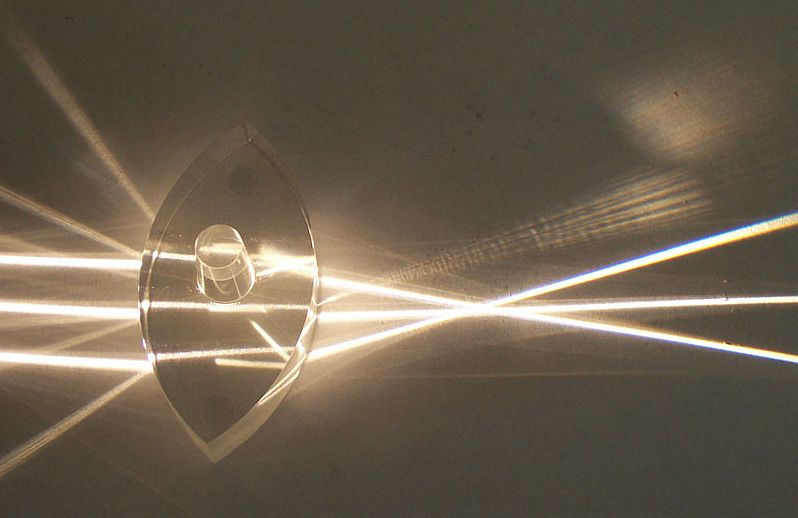
همگرایی نور در عدسی همگرای واقعی

## جُستارهای وابسته
- عدسی واگرا
- عدسی
- عدسی باریک